# Sophie Arthuys
Pour les articles homonymes, voir Arthuys.
 (juin 2021).
Sophie Arthuys est une actrice et adaptatrice française.
Active dans le doublage, elle est notamment la voix française régulière de Jennifer Love Hewitt. Elle est aussi connue pour interpréter des rôles de petits garçons dans de nombreux dessins animés tel que Marcelino, Tom-Tom dans Tom-Tom et Nana, Roméo dans Martin Matin, Tristan et Chapo dans Hamtaro, et Arthur dans Georgie.

## Biographie
Fille du metteur en scène Philippe Arthuys, Sophie Arthuys a commencé par s'intéresser aux décors de théâtre et à la peinture (elle a fait les Beaux-Arts) avant d'en arriver à la comédie. Une fois dans cette branche, elle devient metteuse en scène et rejoint la scénographie à l'école de la Rue Blanche. Jusqu'au jour où un metteur en scène la remarque et lui propose de jouer dans une de ses pièces.
Quelques années plus tard, son père, alors directeur d'une société de doublage, lui demande de venir travailler pour lui.

## Filmographie

### Télévision
- 2010 : Le Pain du diable : Madame Cirelli
- 2011 : Famille d'accueil (saison 10, épisode 5 : « No life »)

## Doublage

### Cinéma

#### Films
- Jennifer Love Hewitt dans :
  - Big Party (1998) : Amanda Beckett
  - Souviens-toi... l'été dernier 2 (1998) : Julie James
  - Beautés empoisonnées (2001) : Paige Conners
  - Sexy Devil (2004) : le Diable
  - Si seulement... (2004) : Samantha Andrews
  - Amours et Trahisons (2004) : Alice Holbrook
  - Tonnerre sous les tropiques (2008) : Jennifer Love Hewitt
  - Souviens-toi… l'été dernier (2025) : Julie James

- Marisa Tomei dans :
  - Décroche les étoiles (1996) : Monica Warren
  - In the Bedroom (2001) : Nathalie Strout
  - Self Control (2003) : Linda

- 1993 : Last Action Hero : Skeezo (Jeffrey Braer), la journaliste qui demande un autographe (Tiffany Lynne Puhy), voix additionnelles
- 1994 : Forrest Gump : la baby-sitter (Mary Ellen Trainor)
- 1994 : Club Eden : L'Île aux fantasmes : Nina Blackstone (Iman)
- 1995 : Strange Days : la présentatrice du journal télévisé (Kelly Hu)
- 1996 : Space Jam : Nerdluck Bukpus (mauve) (Catherine Reitman) (voix)
- 1996 : Mr. Wrong : Martha Alston (Ellen DeGeneres)
- 1997 : Downtime : Jannette (Denise Bryson)
- 1997 : Souviens-toi... l'été dernier : Melissa Egan (Anne Heche)
- 1998 : De grandes espérances : Maggie (Kim Dickens)
- 1999 : Hantise : Mary Lambetta (Alix Koromzay)
- 2000 : Memento : Nathalie (Carrie-Anne Moss)
- 2001 : Route 666 : Stephanie (Lori Petty)
- 2008 : Toute l'histoire de mes échecs sexuels : Vicky
- 2022 : Quelqu'un que j'ai bien connu : Libby (Julie Hagerty)

#### Films d'animation
- 1953[1] : Peter Pan : Bon Zigue, le garçon perdu en lapin
- 1983[2] : Golgo 13 : Rita
- 1986 : Les Luxioles sauvent Noël[3] : fourrure de Blanche (court-métrage)
- 1987 : Éris : La Légende de la pomme d'or : Makoto / voix d'enfants
- 1990 : Mon petit poney, le film : Tanya
- 1991 : Le Petit Train bleu : Eric, Georgette, le petit loup, Stretch (court-métrage)
- 1995 : Le Père Noël et le Magicien[4] : ? (court-métrage)
- 1998 : La Première Neige[5] : Petit Bec (court-métrage)
- 2000 : Chicken Run : MacBec
- 2000 : La Belle Lisse Poire du Prince de Motordu : ?
- 2001 : Trois héros pour un cadeau[6] : ? (court-métrage)
- 2003 : Animatrix : voix d'enfant
- 2007 : Shuriken School, le film : Jimmy B.
- 2011 : Émilie Jolie : Marie-Caroline
- 2011 : Un monstre à Paris : Mme Omelette / la fleuriste
- 2012 : Rebelle : voix additionnelles
- 2017 : Capitaine Superslip : Edith, la dame de la cantine
- 2017 : Tad et le Secret du roi Midas : voix additionnelles
- 2020 : Les Trolls 2 : Tournée mondiale : la montgolfière

### Télévision

#### Téléfilms
- Jennifer Love Hewitt dans : 
  - Audrey Hepburn, une vie (2000) : Audrey Hepburn
  - Katya : Victime de la mode (2005) : Katya Livingston
  - La Double Vie de Samantha (2010) : Samantha Horton
  - L'Amour à la une (2011) : Susan Allison
- 1991 : L'Avocat des damnés : Paul Darrow jeune (Gerard Malone)
- 1993 : Amour, Mensonge et Cocaïne : Kenny (Brandon Hammond (en)) / Sandra (Maria Diaz)
- 1996 : L'Anneau de Cassandra : Frau Mann (Marta Hrachovinova)
- 1997 : Passion violée : Nick Karlinsky (Nick Roth)
- 1999 : Judgment Day : Esperanza (Chittra Sukhu)
- 1999 : Noir comme l'amour : Bennie Castro (Jake Goldsbie)
- 2000 : Liés par le crime : Philip Weems Jr. (John Kenneth Mergist)
- 2000 : Audrey Hepburn, une vie : Audrey Hepburn adolescente (Emmy Rossum)
- 2000 : Soleil de cendre : Maria (Karina Arroyave)
- 2001 : Manipulation : Jill Dempsey (Cynthia Gibb)
- 2002 : Impact imminent : Esperanza (Chittra Sukhu)
- 2003 : L'Instinct du tueur : Kit Geasy (Joy Tanner)
- 2005 : Calvin et Tyco : la mère de Calvin (Judith Moreland)
- 2013 : Accusée par erreur : Marla Bracketts (Suzanne Krull)
- 2013 : Arnaque à la carte : Mme Dupree (Lucia Walters)
- 2015 : La folle histoire de «La Fête à la maison» : Barbara Cameron (Carrie Anne Fleming)
- 2017 : Une amitié malsaine : Nina (Edie Inksetter)

#### Séries télévisées
- Jennifer Love Hewitt dans (8 séries) : 
  - La Vie à cinq (1995-1999) : Sarah Reeves-Merrin (100 épisodes)
  - Sarah (2000) : Sarah Reeves-Merrin (20 épisodes)
  - Ghost Whisperer (2005-2010) : Melinda Gordon (107 épisodes)
  - New York, unité spéciale (2010) : Vicki Sayers (saison 12, épisode 3)
  - Hot in Cleveland (2011-2014) : Emmy Chase (3 épisodes)
  - The Client List (2012-2013) : Riley Parks (25 épisodes)
  - Esprits criminels (2014-2015) : Kate Callahan (23 épisodes)
  - 9-1-1 (depuis 2018) : Maddie Kendall (77 épisodes - en cours)

- Bellamy Young dans :
  - New York, police judiciaire (1998) : Stephanie Harker (saison 9, épisode 9)
  - X-Files : Aux frontières du réel (2000) : Jane Wilson (saison 8, épisode 6)
  - Roman noir (2005) : Tina Moore (épisode 5)

- Monnae Michaell dans :
  - The Shield (2003-2004) : Vanessa (7 épisodes)
  - Bones (2006) : Mme Marshall (saison 1, épisode 21)
  - The Defenders (2011) : la juge Bass (6 épisodes)

- Kathleen Wilhoite dans :
  - Gilmore Girls (2004-2007) : Liz Danes (16 épisodes)
  - Esprits criminels (2008) : Kathy Evanson (saison 4, épisode 3)
  - Mentalist (2010) : Margo Ketchum (saison 2, épisode 23)

- Lena Georgas dans :
  - Suspect numéro un New York (2011) : Tricia Roenick (4 épisodes)
  - Ray Donovan (2013) : Nomi (saison 1, épisode 5)
  - Scorpion (2016) : Dr Bennett (saison 2, épisode 19)

- Marjan Neshat dans :
  - Elementary (2019) : l'inspectrice Rhea Farrad (saison 7, épisode 8)
  - Bull (2020) : Elena (saison 4, épisode 16)
  - For Life (2020) : Dr Vanessa Hamid (saison 1, épisodes 3, 4 et 8)

- Ellen DeGeneres dans :
  - Ellen (1994-1998) : Ellen Morgan (108 épisodes)
  - La Réalité en face (2021) : Ellen (mini-série)

- Blake Foster (en) dans :
  - Power Rangers : Turbo (1997) : Justin Stewart / Turbo Ranger Bleu (45 épisodes)
  - Power Rangers : Dans l'espace (1998) : Justin Stewart / Turbo Ranger Bleu (épisode 44)

- Robia LaMorte dans : 
  - Buffy contre les vampires (1997-1998) : Jenny Calendar (14 épisodes)
  - Premiers secours (2000) : Megan Cates (5 épisodes)

- Suzanne Krull (en) dans :
  - Nash Bridges (2001) : Betty Ann McCurry (6 épisodes)
  - Psych : Enquêteur malgré lui (2011) : Dot (saison 6, épisode 8)

- Marin Ireland dans :
  - Homeland (2011) : Aileen Morgan (5 épisodes)
  - Elementary (2015) : Alta Von See (saison 4, épisode 2)

- Tina Huang dans : 
  - Rizzoli & Isles (2011-2013) : Susie Chang (1re voix)
  - Scandal (2017) : Madeline Stewart (saison 7, épisode 1)

- Ali Marsh dans :
  - The Path (2016) : Meg Fields (3 épisodes)
  - Bull (2017) : Allison Burnam (saison 2, épisode 6)

- Kate Fleetwood dans :
  - Guerre et Paix (2016) : Anisya (mini-série)
  - Victoria (2019) : Théodora de Leiningen (8 épisodes)

- 1985-1986 : Arnold et Willy : Charlie (Jason Hervey) (9 épisodes)
- 1985-1987 : Fame : Cleo Hewitt (Janet Jackson) (23 épisodes) / Dusty Tyler (Loretta Chandler) (48 épisodes)
- 1987-1997 : Mariés, deux enfants : Bud Bundy (David Faustino) (2e voix, saisons 2 à 11) / Mme Webstock (Tifni Twitchell) (saison 3, épisode 2) / Silky (Barbara Lee-Belmonte) (3 épisodes)
- 1990-1991 : Madame est servie : William « Billy » Napoli (Jonathan Halyalkar) (21 épisodes)
- 1990-1995 : La Fête à la maison : Carrie Fowler (Erika Eleniak) (saison 4, épisode 9) / Brett (Sean Fox) (saison 4, épisode 22) / Jake Bitterman (Christian Guzek) (3 épisodes) / Aaron Bailey (Miko Hughes) (12 épisodes)
- 1991-1992 : Jetman : Rie Aoi / Maria (Maho Maruyama) (47 épisodes)
- 1991-1997 : Notre belle famille : Mark Foster (Christopher Castile) (1re voix, saisons 1 à 6)
- 1993-1996 : Docteur Quinn, femme médecin : Myra Bing (Helene Udy) (73 épisodes), Zack Lawson (Joseph Gordon-Levitt) (saison 1, épisode 16), Benjamin Avery (Eric Balfour) (1re voix - saison 2, épisode 21)
- 1993 : X-Files : Aux frontières du réel : Glenna (Jill Teed) (saison 1, épisode 5)
- 1994 : Le Fléau : Susan Stern (Cynthia Garris) (mini-série)
- 1994-1997 : La Preuve par deux : Sabrina Nikolaidou (Despina Pajanou)
- 1995 : Amoureusement vôtre : Rianna Hawkins (Meta Golding) (5 épisodes)
- 1995 : Les Langoliers : Doris Heartman (Kymberly Dakin) (mini-série)
- 1995 : Star Trek: Voyager : Freya (Marjorie Monaghan) (saison 1, épisode 15)
- 1996-1997 : Demain à la une : Robbie Williams (Dallas J. Crawford) (saison 1, épisode 6), Samantha Butler (Virginya Keehne) (saison 1, épisode 7), Lance Foster (Emile Hirsch) (saison 2, épisode 8)
- 1997-2000 : Buffy contre les vampires : le leader des pom-pom girls (Amanda Wilmshurst) (saison 1, épisode 3 et saison 2, épisode 2), Lishanne (Nicole Prescott) (saison 1, épisode 3), Olivia Williams (Phina Oruche) (3 épisodes), Heidi Barrie (Jennifer Sky) (saison 1, épisode 6), Collin (Andrew J. Ferchland) (6 épisodes), une amie de Cordelia (Kristen Winnicki) (saison 2, épisode 4)
- 1999 : Profiler : le lieutenant Cynthia Ford (Mary Ostrow) (saison 3, épisode 18)
- 1999 : X-Files : Aux frontières du réel : Betsy Monroe (Grace Phillips) (saison 6, épisode 7)
- 1999 : Gimme, Gimme Gimme : Mel (Melinda Messenger) (épisode 7)
- 1999-2000 : Angel : Melissa Burns (Tushka Bergen) (saison 1, épisode 4), Ryan Anderson (Jesse James) (saison 1, épisode 14)
- 2000 : Le Caméléon : Jill Arnold (Carrie Hamilton) (saison 4, épisode 15)
- 2000 : Scandale à la une : Jackie Dilson (Jeannine Corbo) (mini-série)
- 2001-2003 : Cold Feet : Amours et petits bonheurs : Jo Ellison (Kimberley Joseph) (12 épisodes)
- 2001-2005 : Six Feet Under : Julio Diaz (Giancarlo Rodriguez) (21 épisodes), le garçon de 5 ans (Paul Butcher) (saison 2, épisode 10)
- 2002 : Rose Red : Rachel « Sisi » Wheaton (Melanie Lynskey) (mini-série)
- 2002 : The Shield : Mme Avonte (Staci Snell) (saison 1, épisode 3)
- 2002-2008 : Sur écoute : Elena McNulty (Callie Thorne) (12 épisodes)
- 2004 : Stargate Atlantis : Jinto (Reece Thompson) (saison 1, épisodes 2 et 3)
- 2005 : Lost : Les Disparus : la nurse de Michael (Monica Garcia) (saison 1, épisode 5)
- 2005 : Kevin Hill : Mariel Arden (Alexandra Castillo (en)) (épisode 12)
- 2009 : Six Degrees : Karen Clarke (Gloria Votsis) (épisode 9)
- 2010 : Cougar Town : Sara (Sheryl Crow) (saison 1, épisodes 18 à 20)
- 2011 : Person of Interest : Hosking (Selenis Leyva) (saison 1, épisode 10)
- 2012 : Esprits criminels : Dr Stacey Carroll (Sharline Liu) (saison 8, épisode 7)
- 2012-2013 : Body of Proof : Julie Thompkins (Julie Jenkins) (saison 2, épisodes 18 et 19) et Eleanor Westphall (Jodi Harris) (saison 3, épisode 11)
- 2014 : Meurtres à Sandhamn : Elsa (Camilla Larsson) (3 épisodes)
- 2014 : The Hotwives : Amanda Simmons (Kristen Schaal) (7 épisodes)
- 2014-2016 : Normal Street : Gardner Gibbon (Ryder Cohen) (13 épisodes)
- 2015 : Whispers : Callie (Alison Araya) (3 épisodes)
- 2015 : Harry Bosch : l'inspectrice Kiz Rider (Rose Rollins) (8 épisodes)
- 2016 : Girls : Tandice Moncrief (Lisa Bonet) (saison 5, épisodes 8 et 9)
- 2016 : Stranger Things : Cynthia (Stefanie Butler) (saison 1, épisodes 1 et 2) / Troy Harrington (Peyton Wich) (5 épisodes) / Ally (saison 1, épisode 3) / Patty (saison 1 épisode 4)
- 2016 : The Mindy Project : elle-même (Gillian Flynn) (saison 5, épisode 7)
- 2016 : Scorpion : Curator Stafford (Annie Little) (saison 3, épisode 5)
- 2016-2020 : La Fête à la maison : 20 ans après : Bobby Popko (Isaak Presley) (8 épisodes)
- 2017 : The Strain : Karen (Lindsey Connell) (saison 4, épisode 1)
- 2017-2018 : I'm Dying Up Here : Gracja (Jennie Fahn) (4 épisodes)
- 2022 : The Watcher : Tammy (Susan Merson) (mini-série)

#### Séries d'animation
- 1986 : Les Wuzzles : Papillourse
- 1986-1991 : Les Gummi : Cavin
- 1987 : Clair de lune : Mecanica
- 1987 : Les Luxioles : la compagne de Grospif
- 1987 : Les Potatous[7] : Jojo
- 1987-1988 : Le Monde enchanté de Lalabel[8] : Lalabel
- 1987-1988 : Mon Petit Poney : Tanya, divers poneys
- 1988-1989 : Georgie : Arthur enfant, Betty
- 1989 : Cœur[9] : Goretti et Julio Rabetti
- 1989 : Gu Gu Ganmo[10] : Arti (voix de remplacement, épisode 36)
- 1989 : But pour Rudy : Cindy (voix principale), Loïc, David, Melinda, Lisa (épisode 6)
- 1989 : Le Monde des ténèbres[11] : Terry
- 1989-1991 : Bouli : Bouli Tennis, Bouli Bob, Bouli Ombrelle, Bouli Mamie
- 1990 : Adrien le sauveur du monde : Adrien
- 1990 : Angie, détective en herbe[12] : Franck
- 1990 : Chappy : Timmy (doublé mais jamais diffusé[13])
- 1990-1991 : Sally la petite sorcière : Robin
- 1990-1992 : Malicieuse Kiki : Kiki
- 1991 : Caroline : Valentin (voix de remplacement, épisodes 42 à 45)
- 1991 : Les Aventures de Huckleberry Finn[14] : Huckleberry Finn
- 1991 : La Reine du fond des temps : Marina / Boulu (voix principale) / la Reine Mère
- 1991 : Nicky Larson : Ichiro (épisode 44)
- 1992 : Les Aventures de Tintin : Abdallah et Irma
- 1992-1993 : Myster Mask : Poussinette Canardstein, Tank Bourbifoot, Neptune (épisode 71)
- 1992-1996 : Tortues Ninja : Les Chevaliers d'écaille : Irma (épisodes 138 à 193)
- 1993 : Chip et Charly : Charly
- 1993 : Roger Ramjet : voix additionnelles
- 1994 : La Petite Sirène : Carotte (épisode 11) / Roi Triton rajeuni (épisode 12)
- 1996 : Mot : la voisine et voix additionnelles
- 1996-1997 : Les Contes de la Rue Broca : Bachir, la sorcière au placard à balais, voix additionnelles
- 1997 : Gargoyles, les anges de la nuit : Cornélia (épisode 74)
- 1997 puis 2005 : Tom-Tom et Nana : Tom-Tom (1er et 2d doublages)
- 1998 : Crying Freeman : Miranda (épisode 3)
- 1999 : Cybersix : Julien
- 1999 : Hercule : Alexandre (épisode 63)
- 1999-2000 : La Sorcière Camomille : la sorcière Camomille
- 2000-2010 : Marcelino : Marcelino / animaux / la fille du duc / voix féminines
- 2000 : Le grand chantier : Ben
- 2001-2002 : Cartouche, prince des faubourgs : Freluquet
- 2002 : Daria : Amelia (épisode 56)
- 2002 : Totally Spies : Zachary Williams et Théodore (saison 1, épisode 23)
- 2002 : Le Petit Roi Macius : le roi Macius  (1re voix, saison 1)
- 2002-2005 : Hamtaro : Marion Haruna, Tristan, Chapo
- 2002-2005 : Stanley : Lester et Mme Diaz
- 2003-2018 : Martin Matin : Roméo (rival de Martin Matin), Francette, la canarde (saison 4), voix additionnelles
- 2005-2007 : Zoé Kézako : Super Crâneur
- 2006-2007 : Shuriken School : Jimmy B
- 2006 : Monster : Martin (épisode 33)
- 2008-2015 : Phinéas et Ferb : la mère de Jérémy et voix additionnelles
- 2008-2019 : Lucas la Cata : voix additionnelles
- 2010 : Tempo Express : Alfred (épisode 9)
- 2011 : Batman : L'Alliance des héros : Jan et Ruby Ryder (saison 3, épisode 9), Kyle (saison 3, épisode 10), Helen, Kiki et le fils (saison 3, épisode 13)
- 2011 : Mission invisible : Trixie
- 2011-2015 : Ava, Riko, Téo : Ava
- 2012-2014 : La Légende de Korra : Suyin
- 2015-2019 : Niko et L'épée de Lumière : voix additionnelles
- 2015-2021 : F Is for Family : Ben, Miss Vanderheim, Gertrude Gurski
- 2016 : La Famille Blaireau-Renard : Chatmou, Mamie Renarde, Pico
- 2018 : Le Piano dans la forêt : Shūhei Amamiya enfant
- 2020 : La Garde du Roi lion : Varya (saison 3, épisode 16)
- 2022 : JoJo's Bizarre Adventure : Stone Ocean : Pinocchio et la mère de Pucci
- 2023 : The Ancient Magus Bride : Alcyone
- 2023 : Kung Fu Panda : Le Chevalier Dragon : Maître Longue-Dent
- 2023 : Carol et la fin du monde (en) : Carol Kohl[15]

### Jeux vidéo
- 1995 : Pouce-Pouce sauve le zoo : Zanzibar l'hippopotame
- 1997 : Les Neuf Destins de Valdo : Valdo
- 1999 : Heroes of Might and Magic III : la reine Catherine
- 1999 : Indiana Jones et la Machine infernale : Sophia Hapgood
- 1999 : The Longest Journey - D'un monde à l'autre : Benrim l'aubergiste
- 2001 : Jak and Daxter: The Precursor Legacy : Keira Hagai
- 2003 : Jak II : Hors la loi : Keira Hagai, voix d'ordinateur
- 2004 : Jak 3 : Keira Hagai
- 2005 : Jak X : Keira Hagai
- 2007 : Mission Vétérinaire : Animaux du zoo : une soigneuse
- 2009 : Jak and Daxter: The Lost Frontier : Keira Hagai, la Dame Pirate
- 2012 : Guild Wars 2 : Erudite Glenna
- 2014 : Sunset Overdrive : Wendy Tarth
- 2014 : Murdered: Soul Suspect : voix féminine, Iris et Rose Campbell, la narratrice de l'histoire de fantôme Flamme éternelle
- 2020 : Watch Dogs: Legion : voix additionnelles
- 2025 : Lost Records: Bloom & Rage (en) : voix additionnelles

### Autres
- Voix de Catherine Kellner dans le vidéo clip Da Funk des Daft Punk.
- Voix de Mariette dans le spectacle monumental Jeanne d'Arc à Domrémy-la-Pucelle, de Damien Fontaine

## Adaptation
Sauf indication contraire ou complémentaire, les informations mentionnées dans cette section proviennent du générique de fin de l'œuvre audiovisuelle présentée ici.

### Cinéma

#### Films
- 2022 : Sans issue
- 2024 : À la conquête de Billy Walsh
- 2025 : O'Dessa

#### Films d'animation
- 2022 : L'Enfant, la Taupe, le Renard et le Cheval (court métrage)

### Télévision

#### Téléfilms
- 2012 : Querelles de clocher
- 2012 : Mes parrains fêtent Noël
- 2013 : Liz Taylor et Richard Burton : Les Amants terribles
- 2014 : Mes parrains sont magiques : Aloha ! (en)

#### Séries télévisées
- Buffy contre les vampires[16] (saisons 1 à 4)
- 24 Heures chrono[17]
- Borgia[18]
- Percy Jackson et les Olympiens
- Switched[19]
- Scandal
- Grandfathered[20]
- Fearless[21]
- Young Sheldon[22]
- Le Village des secrets
- Mr. Iglesias[23]
- Le Mystérieux Cercle Benedict
- 2021 : The Lost Symbol
- 2022 : Roar (épisode 1)
- 2024 : Manhunt (en) (mini-série)
- 2024 : Nell Rebelle (en)
- 2024 : The Veil (en) (mini-série)
- 2024 : WondLa (en)
- 2024 : Georgie and Mandy's First Marriage

#### Séries d'animation
- Mes parrains sont magiques
- Randy Cunningham, le ninja
- Le Magicien d'Oz : Dorothy et ses amis (en)
- Les Mômes de l'apocalypse (en)
- 101, rue des Dalmatiens
- Blue Period

## Livre audio
- 2024 : Peter Pan, de J. M. Barrie, lu avec Magali Barney, Caroline Beaune, Arnaud Bedouët, Étienne Fernagut, Laurence Merchet, Delphine Rich et Didier Rousset, « Écoutez Lire », Gallimard, Paris, 2h57